# 張博崴山難
張博崴山難是2011年2月一起發生在台灣的山難事件，事件後續引發國家賠償、山難救助體制等爭議與討論。就讀於中山醫學大學應用外語系四年級學生張博崴在登白姑大山時迷路，被發現時已罹難。家屬針對山難救援過程提出質疑與國賠訴訟。2011年12月8日，監察院對內政部消防署提出糾正，2015年時一審法院判定南投縣政府消防局判賠新臺幣兩百六十七萬元，消防署等其餘公務機關免賠。2017年12月，二審法院判決結果逆轉，均免賠；並於2018年11月14日經最高法院駁回張家上訴定讞。

## 事發經過
2011年2月27日，張博崴獨自攀登於臺灣臺中市和平區與南投縣仁愛鄉交界處的白姑大山（海拔3,342公尺）。次日下午3時32分，張生以電話聯絡女友表示迷路，之後就失去聯絡。3月1日起，臺灣警界和消防開始搜索，發動600多人次进行了约51日的搜索，為近年最大規模搜山行動，但仍一無所獲。4月19日，山友黃國書和林姓友人入山搜救時研判張博崴可能選擇下切溪谷找生路，於第二日（4月20日）尋獲到死者遺體，且地點就在家屬研判的北港溪一帶（白姑大山外圍，東勢林管處171林班的野溪），而根據葬儀社人員表示，其於近一、兩週內甫死亡，引起台灣岳界譁然。（註：依據法務部法醫研究所鑑定研判，張博崴可能在100年3月7日深夜死亡，也就是失蹤後一週左右

## 事後歷程

### 開創及推動面山教育
在搜救結束之後，其父母了解到登山安全知識的重要，且有感於現行山難救援機制的不完善，投身「山難救助體制」推動工作。2011年8月8日透過台灣立法委員田秋堇與中華人權協會協助，在台灣立法院召開首次公聽會，達成11項初步結論，包括台灣內政部消防署須編列預算強化搜救、定期結合台灣原住民演練山難救援、和高山型國家公園成立專屬搜救隊等內容。張父後接任台灣登山教育推展協會理事長，至教育以及相關救難單位推廣面山教育，並自2013年起籌辦多個面山教育、救難機制主題論壇，廣邀台灣及全球各地專家，協助臺灣政府改善山區搜救機制。
於2017第五屆全國面山面海教育與救難機制論壇中，增加「面海教育」，首創將海洋議題納入國內登山論壇或研討會之中。

### 監察院糾正案
2011年7月4日張母在台灣立委田秋堇陪同下，與多位受難家屬向台灣監察院陳情，希望台灣消防單位能統合民間救難資源，建構前進指揮所概念並提升改善山難救援能力。此案由台灣監察委員黃煌雄調查，於2011年12月8日通過提案。

### 司法訴訟

#### 一審
張生家屬於2012年9月13日提出國家賠償訴訟，張母研究國內外資料及案例，提出所蒐集2700頁超過百萬字的登山救難資訊給法官。張父在2014年6月25日國賠案言詞辯論終結時提到，當年請南投縣警消幫忙帶張生大體下山，警消卻以「已結案」為由置之不理。
經3年纏訟後，3度取消宣判再開辯論。2015年5月27日台北地方法院認定南投縣政府消防局有疏失，南投消防局可從張博崴通聯紀錄縮小搜救範圍，卻在事發1個月後才前往定位，未積極蒐集相關山難位置等相關訊息，導致搜救人力未即時救援，致張男失溫身亡南投縣消防局違背應受期待的注意義務，終致張博崴死亡，符合「公務員怠於執行職務」國賠要件，判決國賠新臺幣267萬元，創下台灣山難國賠的司法首例。張父於第一時間表示，他們不會上訴，要把這筆錢全額投入成立「博崴面山教育基金會」，推廣面山教育並與政府一起建立安全的登山機制，確保山友安全。

#### 二審
二審判決摘要指出，依消防機關與協助救災機關團體處理山難事故支援聯繫作業要點等規定，國家對人民保護義務，目的在於救援山難事件的緊急傷病者減少傷亡，並非因此即完全排除人民登山可能發生生命、身體、健康受損害的任何風險，而上訴人消防局對山難事故發生地點的研判、及如何進行搜救，有選擇裁量權的餘地。上訴人南投縣政府消防局沒有怠忽執行職務，並無過失而且張博崴死亡和執行搜救間並無因果關係，推翻一審判決。
得知改判免賠後，張父張俊卿表示並沒有覺得失落，且強調從未責怪消防人員救難不力，並說明提起國賠訴訟是認為指揮系統失靈、政府對於整體搜救系統與訓練規劃上的不完善，以至於救難的消防人員出勤辛苦又使其曝於高風險中，不希望二審的判決使得原因一審判決得以帶動救難機制的檢討與改進因此停頓阻礙。

## 爭議
張博崴母親表示，質疑南投縣消防局為何搜尋要花51天仍找不到人，然而黃國書（阿諾）憑他一人的資深登山經驗，透過手機請張博崴女友聽音辨位方式確認其位置，最後只花了兩天即尋獲張博崴遺體，所以不是指責救難人員辦事不力，而是對於做法上及對救援機制感到痛心。但網友舉出反證，字裡行間無不指責救難人員的字眼，更是無視了救難人員們的休假，精神，體力，該民間山友能於2日內即找到，也是建立在經過51日大規模地毯式搜索仍無果，可能的途徑皆已找過，只能從其他較不可能的方向去找。事實也證明他越過溪谷峭壁下切500公尺，許多巨石懸崖高達數層樓，已不是正常山友遇到迷路會選擇的途徑，再再證明他對山岳野外求生的知識經驗不足。爭議呈現兩極化，也有網友認為多年來臺灣山域管理及山難搜救機制的問題終能被受重視，且近幾年來因張家的奔走，許多山難事件皆有較快速的處理及回應，國賠目的非針對基層警消人員，而為對機制的改善。英語台北時報編輯肯定其國賠用意旨在求機制進步，非責備基層
網友反對觀點
1. 稍有上網打聽即知白姑大山為人跡較少、路標不明且缺乏水源的山岳，早已被岳界公認為單攻最困難的山峰之一，為何初次攀爬百岳即選擇獨自挑戰此山？這本來就把自己的安全當兒戲，以為白姑大山就像七星山。
2. 缺乏登山經驗沒有做好事前規劃而過於自恃
3. 當天天氣不佳卻選擇在傍晚入山，為何不聽該地農民勸阻還執意上山？
4. 在發生迷路時未依一般有經驗者退回原路，反而越過深豁下切500公尺走向人跡難以到達的溪谷取水而發生憾事
5. 為何手機不撥打給119或救難中心求救，反而撥打給女友？[21]
6. 可在山上支撐約45日，為何不沿著山壁往下找尋出口？
7. 可製造SOS訊號，甚至放火燒山，為何都不執行？
8. 登山必定有人來往，45日內為何都不呼救？

網友支持觀點
由於社會對此張博崴國賠案仍存在許多討論，因此有熱心網友特別節錄判決書中重點發布於PTT，解釋為什麼法官會認為「南投縣消防局」會被認為有疏失。
- 疏失1：無即時蒐集登山山友的情資，3月4日才訪問第一人。訪問內容亦未注重山友下山時間及途經各重要地標之時間，查訪後亦未據以研判過濾搜救範圍。
- 疏失2：沒有訪查最後通話對象（張的女朋友）以掌握相關線索。
- 疏失3：搜救記錄不確實。每一梯次搜救時間共爲期三天，但扣除往返和夜晚，實際搜索不到半天，所以必須仰賴先後梯次相繼銜接。各梯次搜救人員均攜帶衛星定位儀器，然南投縣消防局卻未要求搜救人員回報搜救軌跡，卻僅以粗略之管制表記錄搜救隊員敘述式的回報。
- 疏失4：張博崴是在2月27至28日寒冬期間迷途，但南投縣消防局是在翌日才開始陸續向其他單位求援。而且，各單位參與救援後，皆有各自搜救計劃，入山搜救只向南投縣消防局仁愛分隊報備後，就執行自己之計劃，並無整合。網友強調，根據判決書，法官根本沒有把矛頭指向第一線的消防弟兄和救難人員，反而還稱呼消防局「投入救災之人力物力甚鉅，搜救人員不畏涉險備極辛勞」。真正指責的是身爲指揮者的南投縣消防局並沒有有效指揮調度各項救難資源，而救災流程裏也充滿許多瑕疵，才造成這起國賠判決。

## 後續影響
- 2015年5月，一名66歲林姓登山客攀登干卓萬山時失蹤，經仁愛消防隊及救難人員動員三梯次搜尋，終於在失蹤第10日（5月29日）找到林姓登山客遺體。南投消防局二大隊長吳嘉宏表示，疑似受國賠官司案影響，這次的搜救動員，首次沒有民間救難團體願意過來支援。[23][24][25][26]民間救難的神鷹搜救隊大隊長陳塗安解釋，干卓萬山路況極差，且搜救期間一直下大雨、落石危險，才沒加入搜救，與國賠官司案無關。[27]

- 2015年6月，南投縣長林明溱在尚未收到判決書前即公開表示，判決對警義消同仁不公，將再上訴，並宣示將創全國之先，研擬《南投縣登山自治條例》，限制獨自登山行為，並對違規者予以重罰，最重可處25萬元罰鍰，但罰鍰數字還有待各單位研擬。林明溱表示：「嚴重違規者請派出所拘留幾天，這樣才會怕！」此舉造成相當兩極化的反應與評論。[28]